# Colin T. Dawson

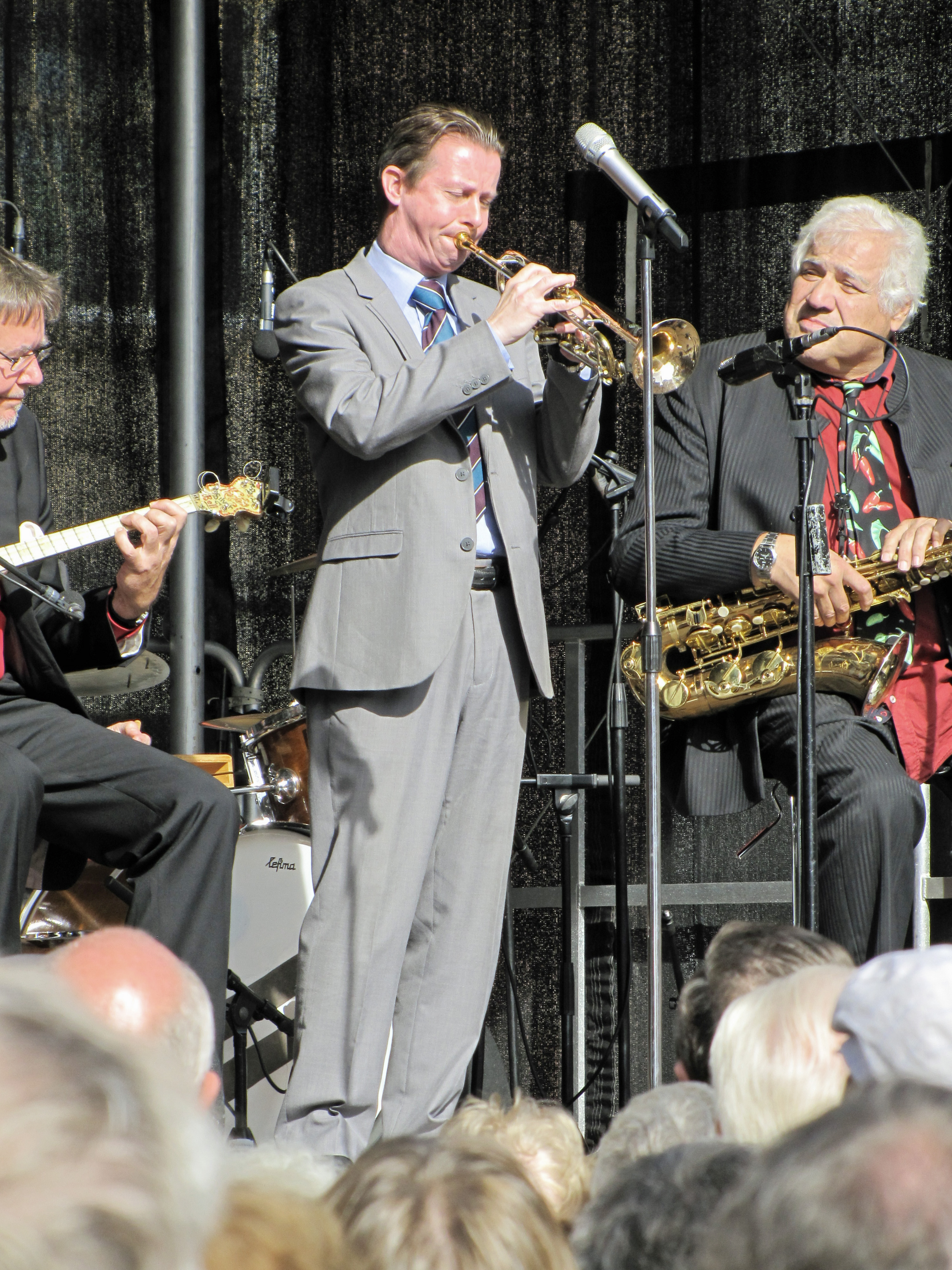
Colin T. Dawson bei einem Auftritt der Red Hot Hottentots (2013)

Colin Thomas Dawson (* 1960 in South Shields, England) ist ein britischer Jazzmusiker (Trompete, auch Flügelhorn, Kornett, Gesang, Arrangement).

## Leben und Wirken
Dawson begann im Alter von 10 Jahren mit klassischem Trompetenunterricht; von 1976 bis 1979 wurde er am Newcastle College of Arts and Technology weiter ausgebildet. Beim New Orleans Jazz & Heritage Festival hatte er 1977 einen ersten Auftritt; 1978 gab ihm Jabbo Smith in New Orleans Trompetenstunden. Dort spielte er später mit Kid Thomas Valentine und Preston Jackson. 1979 begann er seine Karriere als professioneller Jazztrompeter; mit der Band von Sammy Rimington spielte er im selben Jahre seine erste Langspielplatte ein. Ein Jahr später folgte das erste Album seiner eigenen Band, das im Londoner 100 Club aufgenommen wurde. 1984 gründete er die Onward Band, mit der er fünf Jahre lang auftrat. 
Seit 1988 ist er Mitglied der Allotria Jazzband, für die er auch arrangierte. Er konzertierte mit vielen Gaststars wie mit Ray Brown, Benny Waters, Clark Terry, Buddy DeFranco und unternahm zahlreiche internationale Tourneen als Solist. 1998 veröffentlichte er mit dem Pianisten Bernd Lhotzky die CD Sophisticated. Seit 1998 ist er Mitglied des Quartetts Echoes of Swing (mit Lhotzky, Chris Hopkins und Oliver Mewes), mit dem er auch zehn Alben eingespielt hat. Weiterhin arbeitete er mit Alexander’s Swing-Machine (2001) und den European Jazz Giants (2002). Tom Lord verzeichnet 48 Aufnahmen zwischen 1979 und 2017. Er gehörte auch zu den Red Hot Hottentots aus Frankfurt.